# Liste des monuments historiques protégés en 1920
Cet article recense les monuments historiques français classés en 1920.

## Protections
| Édifice                                                                              | Commune                               | Département             | Région                     | Protection | Base Mérimée                         | Coordonnées                        | Image             |
| ------------------------------------------------------------------------------------ | ------------------------------------- | ----------------------- | -------------------------- | ---------- | ------------------------------------ | ---------------------------------- | ----------------- |
| Pierre à cupules                                                                     | Belley (originellement à Magnieu)     | Ain                     | Auvergne-Rhône-Alpes       | classé     | « PA00116421 », notice no PA00116421 | 45° 45′ 27″ nord, 5° 41′ 25″ est   |                   |
| Église Saint-Martin d'Arcy-Sainte-Restitue                                           | Arcy-Sainte-Restitue                  | Aisne                   | Hauts-de-France            | classé     | « PA00115505 », notice no PA00115505 | 49° 15′ 09″ nord, 3° 27′ 50″ est   |                   |
| Église Saint-Éloi de Barzy-sur-Marne                                                 | Barzy-sur-Marne                       | Aisne                   | Hauts-de-France            | classé     | « PA00115518 », notice no PA00115518 | 49° 05′ 10″ nord, 3° 33′ 09″ est   |                   |
| Église Saint-Barthélemy de Baulne-en-Brie                                            | Baulne-en-Brie                        | Aisne                   | Hauts-de-France            | classé     | « PA00115519 », notice no PA00115519 | 48° 59′ 15″ nord, 3° 36′ 51″ est   |                   |
| Château de Beaurevoir                                                                | Beaurevoir                            | Aisne                   | Hauts-de-France            | classé     | « PA00115522 », notice no PA00115522 | 49° 59′ 34″ nord, 3° 18′ 07″ est   |                   |
| Église Saint-André de Belleu                                                         | Belleu                                | Aisne                   | Hauts-de-France            | classé     | « PA00115524 », notice no PA00115524 | 49° 21′ 31″ nord, 3° 20′ 09″ est   |                   |
| Église Saint-Martin de Bonnesvalyn                                                   | Bonnesvalyn                           | Aisne                   | Hauts-de-France            | classé     | « PA00115543 », notice no PA00115543 | 49° 07′ 24″ nord, 3° 19′ 09″ est   |                   |
| Église Saint-Michel de Brécy                                                         | Brécy                                 | Aisne                   | Hauts-de-France            | classé     | « PA00115554 », notice no PA00115554 | 49° 08′ 58″ nord, 3° 25′ 42″ est   |                   |
| Église Saint-Crépin de Brumetz                                                       | Brumetz                               | Aisne                   | Hauts-de-France            | classé     | « PA00115558 », notice no PA00115558 | 49° 06′ 09″ nord, 3° 09′ 38″ est   |                   |
| Église de la Nativité-de-la-Sainte-Vierge de Bruys                                   | Bruys                                 | Aisne                   | Hauts-de-France            | classé     | « PA00115563 », notice no PA00115563 | 49° 16′ 12″ nord, 3° 33′ 53″ est   |                   |
| Chapelle Sainte-Marguerite de Bucy-le-Long                                           | Bucy-le-Long                          | Aisne                   | Hauts-de-France            | classé     | « PA00115564 », notice no PA00115564 | 49° 23′ 25″ nord, 3° 24′ 50″ est   |                   |
| Église Saint-Crépin-et-Saint-Crépinien de Bussiares                                  | Bussiares                             | Aisne                   | Hauts-de-France            | classé     | « PA00115569 », notice no PA00115569 | 49° 05′ 30″ nord, 3° 15′ 29″ est   |                   |
| Église Saint-Pierre de Cerseuil                                                      | Cerseuil                              | Aisne                   | Hauts-de-France            | classé     | « PA00115576 », notice no PA00115576 | 49° 19′ 30″ nord, 3° 31′ 05″ est   |                   |
| Église de la Nativité-de-la-Sainte-Vierge de La Chapelle-Monthodon                   | La Chapelle-Monthodon                 | Aisne                   | Hauts-de-France            | classé     | « PA00115582 », notice no PA00115582 | 49° 01′ 24″ nord, 3° 38′ 04″ est   |                   |
| Église Saint-Caprais de Chartèves                                                    | Chartèves                             | Aisne                   | Hauts-de-France            | classé     | « PA00115583 », notice no PA00115583 | 49° 04′ 28″ nord, 3° 30′ 22″ est   |                   |
| Église Saint-Denis de Chézy-en-Orxois                                                | Chézy-en-Orxois                       | Aisne                   | Hauts-de-France            | classé     | « PA00115595 », notice no PA00115595 | 49° 07′ 26″ nord, 3° 10′ 58″ est   |                   |
| Église Saint-Pierre-aux-Liens de Chivy-lès-Étouvelles                                | Chivy-lès-Étouvelles                  | Aisne                   | Hauts-de-France            | classé     | « PA00115598 », notice no PA00115598 | 49° 31′ 48″ nord, 3° 35′ 10″ est   |                   |
| Église Notre-Dame de Cierges                                                         | Cierges                               | Aisne                   | Hauts-de-France            | classé     | « PA00115601 », notice no PA00115601 | 49° 10′ 06″ nord, 3° 36′ 03″ est   |                   |
| Église Saint-Médard-et-Saint-Gildard de Cœuvres-et-Valsery                           | Cœuvres-et-Valsery                    | Aisne                   | Hauts-de-France            | classé     | « PA00115604 », notice no PA00115604 | 49° 20′ 19″ nord, 3° 09′ 21″ est   |                   |
| Église Saint-Martin de Crandelain                                                    | Colligis-Crandelain                   | Aisne                   | Hauts-de-France            | classé     | « PA00115607 », notice no PA00115607 | 49° 28′ 02″ nord, 3° 37′ 51″ est   |                   |
| Église Saint-Rémi de Condé-en-Brie                                                   | Condé-en-Brie                         | Aisne                   | Hauts-de-France            | classé     | « PA00115609 », notice no PA00115609 | 49° 00′ 18″ nord, 3° 33′ 40″ est   |                   |
| Église Saint-Georges de Connigis                                                     | Connigis                              | Aisne                   | Hauts-de-France            | classé     | « PA00115614 », notice no PA00115614 | 49° 01′ 54″ nord, 3° 31′ 51″ est   |                   |
| Église Saint-Alban de Corcy                                                          | Corcy                                 | Aisne                   | Hauts-de-France            | classé     | « PA00115615 », notice no PA00115615 | 49° 15′ 09″ nord, 3° 12′ 41″ est   |                   |
| Église Saint-Sauveur de Coucy-le-Château-Auffrique                                   | Coucy-le-Château-Auffrique            | Aisne                   | Hauts-de-France            | classé     | « PA00115618 », notice no PA00115618 | 49° 31′ 08″ nord, 3° 19′ 31″ est   |                   |
| Église Saint-Rufin-et-Saint-Valère de Coulonges                                      | Coulonges-Cohan                       | Aisne                   | Hauts-de-France            | classé     | « PA00115624 », notice no PA00115624 | 49° 12′ 06″ nord, 3° 38′ 14″ est   |                   |
| Église Saint-Jean-Baptiste de Cohan                                                  | Coulonges-Cohan                       | Aisne                   | Hauts-de-France            | classé     | « PA00115623 », notice no PA00115623 | 49° 13′ 00″ nord, 3° 38′ 35″ est   |                   |
| Église Saint-Jean-Baptiste de Courboin                                               | Courboin                              | Aisne                   | Hauts-de-France            | classé     | « PA00115625 », notice no PA00115625 | 48° 59′ 37″ nord, 3° 30′ 19″ est   |                   |
| Église Notre-Dame de La Croix-sur-Ourcq                                              | La Croix-sur-Ourcq                    | Aisne                   | Hauts-de-France            | classé     | « PA00115641 », notice no PA00115641 | 49° 10′ 08″ nord, 3° 21′ 15″ est   |                   |
| Église Saint-Martin de Cuiry-Housse                                                  | Cuiry-Housse                          | Aisne                   | Hauts-de-France            | classé     | « PA00115644 », notice no PA00115644 | 49° 17′ 43″ nord, 3° 29′ 32″ est   |                   |
| Église Saint-Pierre de Dravegny                                                      | Dravegny                              | Aisne                   | Hauts-de-France            | classé     | « PA00115652 », notice no PA00115652 | 49° 13′ 50″ nord, 3° 38′ 17″ est   |                   |
| Église Saint-Médard d'Épieds                                                         | Épieds                                | Aisne                   | Hauts-de-France            | classé     | « PA00115658 », notice no PA00115658 | 49° 06′ 16″ nord, 3° 26′ 45″ est   |                   |
| Église Saint-Martin d'Étouvelles                                                     | Étouvelles                            | Aisne                   | Hauts-de-France            | classé     | « PA00115665 », notice no PA00115665 | 49° 31′ 15″ nord, 3° 34′ 53″ est   |                   |
| Église Saint-Macre de Fère-en-Tardenois                                              | Fère-en-Tardenois                     | Aisne                   | Hauts-de-France            | classé     | « PA00115671 », notice no PA00115671 | 49° 12′ 00″ nord, 3° 30′ 48″ est   |                   |
| Église Notre-Dame de La Ferté-Milon                                                  | La Ferté-Milon                        | Aisne                   | Hauts-de-France            | classé     | « PA00115674 », notice no PA00115674 | 49° 10′ 28″ nord, 3° 07′ 37″ est   |                   |
| Église Saint-Rémy de Gandelu                                                         | Gandelu                               | Aisne                   | Hauts-de-France            | classé     | « PA00115686 », notice no PA00115686 | 49° 05′ 38″ nord, 3° 11′ 05″ est   |                   |
| Église de Vaux-sous-Laon                                                             | Laon                                  | Aisne                   | Hauts-de-France            | classé     | « PA00115724 », notice no PA00115724 | 49° 34′ 06″ nord, 3° 38′ 03″ est   |                   |
| Église Saint-Laurent de Latilly                                                      | Latilly                               | Aisne                   | Hauts-de-France            | classé     | « PA00115775 », notice no PA00115775 | 49° 09′ 15″ nord, 3° 18′ 42″ est   |                   |
| Basilique Notre-Dame de Liesse                                                       | Liesse-Notre-Dame                     | Aisne                   | Hauts-de-France            | classé     | « PA00115786 », notice no PA00115786 | 49° 36′ 36″ nord, 3° 48′ 14″ est   |                   |
| Église Saint-Germain de Mareuil-en-Dôle                                              | Mareuil-en-Dôle                       | Aisne                   | Hauts-de-France            | classé     | « PA00115802 », notice no PA00115802 | 49° 14′ 30″ nord, 3° 33′ 30″ est   |                   |
| Église Saint-Martin de Marizy-Saint-Mard                                             | Marizy-Saint-Mard                     | Aisne                   | Hauts-de-France            | classé     | « PA00115806 », notice no PA00115806 | 49° 10′ 52″ nord, 3° 13′ 35″ est   |                   |
| Église Sainte-Geneviève de Marizy-Sainte-Geneviève                                   | Marizy-Sainte-Geneviève               | Aisne                   | Hauts-de-France            | classé     | « PA00115804 », notice no PA00115804 | 49° 10′ 57″ nord, 3° 12′ 08″ est   |                   |
| Église Notre-Dame de Monthiers                                                       | Monthiers                             | Aisne                   | Hauts-de-France            | classé     | « PA00115826 », notice no PA00115826 | 49° 06′ 10″ nord, 3° 17′ 53″ est   |                   |
| Église Saint-Martin de Montigny-l'Allier                                             | Montigny-l'Allier                     | Aisne                   | Hauts-de-France            | classé     | « PA00115828 », notice no PA00115828 | 49° 06′ 40″ nord, 3° 06′ 12″ est   |                   |
| Église Saint-Martin de Montlevon                                                     | Montlevon                             | Aisne                   | Hauts-de-France            | classé     | « PA00115830 », notice no PA00115830 | 48° 57′ 58″ nord, 3° 32′ 22″ est   |                   |
| Église Saint-Martin de Morsain                                                       | Morsain                               | Aisne                   | Hauts-de-France            | classé     | « PA00115833 », notice no PA00115833 | 49° 27′ 09″ nord, 3° 10′ 56″ est   |                   |
| Église de la Nativité-de-la-Sainte-Vierge de Nanteuil-Notre-Dame                     | Nanteuil-Notre-Dame                   | Aisne                   | Hauts-de-France            | classé     | « PA00115839 », notice no PA00115839 | 49° 11′ 31″ nord, 3° 24′ 29″ est   |                   |
| Église Saint-Rémi-et-Saint-Front de Neuilly-Saint-Front                              | Neuilly-Saint-Front                   | Aisne                   | Hauts-de-France            | classé     | « PA00115841 », notice no PA00115841 | 49° 10′ 13″ nord, 3° 15′ 37″ est   |                   |
| Église Saint-Germain de Nogent-l'Artaud                                              | Nogent-l'Artaud                       | Aisne                   | Hauts-de-France            | classé     | « PA00115844 », notice no PA00115844 | 48° 57′ 59″ nord, 3° 19′ 23″ est   |                   |
| Église Saint-Léger de Pernant                                                        | Pernant                               | Aisne                   | Hauts-de-France            | classé     | « PA00115868 », notice no PA00115868 | 49° 22′ 46″ nord, 3° 14′ 11″ est   |                   |
| Église Saint-Jean-Baptiste de Priez                                                  | Priez                                 | Aisne                   | Hauts-de-France            | classé     | « PA00115879 », notice no PA00115879 | 49° 08′ 13″ nord, 3° 15′ 48″ est   |                   |
| Église Saint-Médard de Saint-Mard (Aisne)                                            | Saint-Mard                            | Aisne                   | Hauts-de-France            | classé     | « PA00115903 », notice no PA00115903 | 49° 23′ 15″ nord, 3° 34′ 59″ est   |                   |
| Église Saint-Pierre de Saint-Pierre-Aigle                                            | Saint-Pierre-Aigle                    | Aisne                   | Hauts-de-France            | classé     | « PA00115908 », notice no PA00115908 | 49° 19′ 17″ nord, 3° 11′ 06″ est   |                   |
| Château de Septmonts                                                                 | Septmonts                             | Aisne                   | Hauts-de-France            | classé     | « PA00115922 », notice no PA00115922 | 49° 20′ 06″ nord, 3° 21′ 36″ est   |                   |
| Chapelle des Dormants                                                                | Sissy                                 | Aisne                   | Hauts-de-France            | classé     | « PA00115935 », notice no PA00115935 | 49° 48′ 18″ nord, 3° 26′ 08″ est   |                   |
| Église Notre-Dame de Soupir                                                          | Soupir                                | Aisne                   | Hauts-de-France            | classé     | « PA00115954 », notice no PA00115954 | 49° 24′ 25″ nord, 3° 35′ 57″ est   |                   |
| Église Saint-Barthélemy de Torcy-en-Valois                                           | Torcy-en-Valois                       | Aisne                   | Hauts-de-France            | classé     | « PA00115958 », notice no PA00115958 | 49° 05′ 15″ nord, 3° 16′ 47″ est   |                   |
| Église Saint-Médard de Trélou-sur-Marne                                              | Trélou-sur-Marne                      | Aisne                   | Hauts-de-France            | classé     | « PA00115959 », notice no PA00115959 | 49° 04′ 33″ nord, 3° 36′ 38″ est   |                   |
| Église Notre-Dame de Vic-sur-Aisne                                                   | Vic-sur-Aisne                         | Aisne                   | Hauts-de-France            | classé     | « PA00115975 », notice no PA00115975 | 49° 24′ 14″ nord, 3° 06′ 34″ est   |                   |
| Église de la Nativité-de-la-Sainte-Vierge de Viffort                                 | Viffort                               | Aisne                   | Hauts-de-France            | classé     | « PA00115980 », notice no PA00115980 | 48° 57′ 40″ nord, 3° 27′ 29″ est   |                   |
| Tour de l'Horloge                                                                    | Castellane                            | Alpes-de-Haute-Provence | Provence-Alpes-Côte d'Azur | classé     | « PA00080361 », notice no PA00080361 | 43° 50′ 52″ nord, 6° 30′ 43″ est   |                   |
| Église Saint-Antoine                                                                 | Saint-Paul-sur-Ubaye                  | Alpes-de-Haute-Provence | Provence-Alpes-Côte d'Azur | classé     | « PA00080476 », notice no PA00080476 | 44° 35′ 37″ nord, 6° 50′ 48″ est   |                   |
| Cathédrale Notre-Dame-du-Puy                                                         | Grasse                                | Alpes-Maritimes         | Provence-Alpes-Côte d'Azur | classé     | « PA00080727 », notice no PA00080727 | 43° 39′ 28″ nord, 6° 55′ 29″ est   |                   |
| Fontaine des Tritons                                                                 | Nice                                  | Alpes-Maritimes         | Provence-Alpes-Côte d'Azur | classé     | « PA00080794 », notice no PA00080794 | 43° 41′ 44″ nord, 7° 16′ 07″ est   |                   |
| Fontaine du Peyra                                                                    | Vence                                 | Alpes-Maritimes         | Provence-Alpes-Côte d'Azur | classé     | « PA00080917 », notice no PA00080917 | 43° 43′ 22″ nord, 7° 06′ 46″ est   | catégorie commons |
| Maison de Sampzon                                                                    | Viviers                               | Ardèche                 | Auvergne-Rhône-Alpes       | classé     | « PA00116864 », notice no PA00116864 | 44° 28′ 56″ nord, 4° 41′ 24″ est   |                   |
| Église Saint-Martin d'Authe                                                          | Authe                                 | Ardennes                | Grand Est                  | classé     | « PA00078336 », notice no PA00078336 | 49° 27′ 32″ nord, 4° 52′ 41″ est   |                   |
| Église Saint-Germain de Buzancy                                                      | Buzancy                               | Ardennes                | Grand Est                  | classé     | « PA00078355 », notice no PA00078355 | 49° 25′ 38″ nord, 4° 57′ 21″ est   |                   |
| Église Saint-Sulpice de Chémery-sur-Bar                                              | Chémery-sur-Bar                       | Ardennes                | Grand Est                  | classé     | « PA00078422 », notice no PA00078422 | 49° 36′ 04″ nord, 4° 52′ 03″ est   |                   |
| Église Saint-Martin de Mars-sous-Bourcq                                              | Mars-sous-Bourcq                      | Ardennes                | Grand Est                  | classé     | « PA00078460 », notice no PA00078460 | 49° 23′ 47″ nord, 4° 38′ 27″ est   |                   |
| Église des Dominicains de Revin                                                      | Revin                                 | Ardennes                | Grand Est                  | classé     | « PA00078489 », notice no PA00078489 | 49° 56′ 38″ nord, 4° 38′ 06″ est   |                   |
| Église Saint-Waast de Rilly-sur-Aisne                                                | Rilly-sur-Aisne                       | Ardennes                | Grand Est                  | classé     | « PA00078490 », notice no PA00078490 | 49° 29′ 12″ nord, 4° 38′ 03″ est   |                   |
| Église Notre-Dame de Roizy                                                           | Roizy                                 | Ardennes                | Grand Est                  | classé     | « PA00078492 », notice no PA00078492 | 49° 25′ 35″ nord, 4° 10′ 39″ est   |                   |
| Église Saint-Juvin de Saint-Juvin                                                    | Saint-Juvin                           | Ardennes                | Grand Est                  | classé     | « PA00078500 », notice no PA00078500 | 49° 20′ 10″ nord, 4° 56′ 20″ est   |                   |
| Église Saint-Nicolas de Semuy                                                        | Semuy                                 | Ardennes                | Grand Est                  | classé     | « PA00078526 », notice no PA00078526 | 49° 29′ 07″ nord, 4° 39′ 25″ est   |                   |
| Église Saint-Loup de Thugny-Trugny                                                   | Thugny-Trugny                         | Ardennes                | Grand Est                  | classé     | « PA00078532 », notice no PA00078532 | 49° 29′ 02″ nord, 4° 25′ 21″ est   |                   |
| Église Notre-Dame de Voncq                                                           | Voncq                                 | Ardennes                | Grand Est                  | classé     | « PA00078544 », notice no PA00078544 | 49° 28′ 15″ nord, 4° 39′ 58″ est   |                   |
| Église Saint-Maurice de Vrizy                                                        | Vrizy                                 | Ardennes                | Grand Est                  | classé     | « PA00078546 », notice no PA00078546 | 49° 25′ 33″ nord, 4° 40′ 33″ est   |                   |
| Église Sainte-Fauste                                                                 | Bozouls                               | Aveyron                 | Occitanie                  | classé     | « PA00093972 », notice no PA00093972 | 44° 28′ 15″ nord, 2° 43′ 04″ est   |                   |
| Église Saint-Michel                                                                  | Castelnau-Pégayrols                   | Aveyron                 | Occitanie                  | classé     | « PA00093993 », notice no PA00093993 | 44° 07′ 48″ nord, 2° 56′ 00″ est   |                   |
| Chapelle des Pénitents noirs                                                         | Villefranche-de-Rouergue              | Aveyron                 | Occitanie                  | classé     | « PA00094201 », notice no PA00094201 | 44° 21′ 13″ nord, 2° 02′ 13″ est   |                   |
| Fontaine monolithe                                                                   | Villefranche-de-Rouergue              | Aveyron                 | Occitanie                  | classé     | « PA00094205 », notice no PA00094205 | 44° 21′ 05″ nord, 2° 02′ 12″ est   |                   |
| Les grandes Boucheries (Metzig (Molsheim))                                           | Molsheim                              | Bas-Rhin                | Grand Est                  | classé     | « PA00084794 », notice no PA00084794 | 48° 32′ 17″ nord, 7° 29′ 34″ est   |                   |
| Remparts                                                                             | Rosheim                               | Bas-Rhin                | Grand Est                  | classé     | « PA00084917 », notice no PA00084917 | 48° 29′ 48″ nord, 7° 28′ 16″ est   |                   |
| Tour romaine                                                                         | Strasbourg                            | Bas-Rhin                | Grand Est                  | classé     | « PA00085123 », notice no PA00085123 | 48° 34′ 58″ nord, 7° 44′ 51″ est   |                   |
| Palais Rohan (actuel Musée archéologique et Musée des Beaux Arts et Arts Décoratifs) | Strasbourg                            | Bas-Rhin                | Grand Est                  | classé     | « PA00085184 », notice no PA00085184 | 48° 34′ 52″ nord, 7° 45′ 08″ est   |                   |
| Pont de Constantin                                                                   | Arles                                 | Bouches-du-Rhône        | Provence-Alpes-Côte d'Azur | classé     | « PA00081182 », notice no PA00081182 | 43° 40′ 55″ nord, 4° 37′ 36″ est   |                   |
| Hôtel de ville avec le beffroi et le Palais des Podestats                            | Arles                                 | Bouches-du-Rhône        | Provence-Alpes-Côte d'Azur | classé     | « PA00081155 », notice no PA00081155 | 43° 40′ 36″ nord, 4° 37′ 39″ est   |                   |
| Église abbatiale                                                                     | Aurillac                              | Cantal                  | Auvergne-Rhône-Alpes       | classé     | « PA00093448 », notice no PA00093448 | 44° 55′ 54″ nord, 2° 26′ 53″ est   |                   |
| Église Saint-Pierre de Blanzaguet-Saint-Cybard                                       | Blanzaguet-Saint-Cybard               | Charente                | Nouvelle-Aquitaine         | classé     | « PA00104251 », notice no PA00104251 | 45° 28′ 10″ nord, 0° 19′ 16″ est   |                   |
| Église Saint-Christophe de Claix                                                     | Claix                                 | Charente                | Nouvelle-Aquitaine         | classé     | « PA00104305 », notice no PA00104305 | 45° 32′ 56″ nord, 0° 03′ 17″ est   |                   |
| Église Saint-Michel de Nanclars                                                      | Nanclars                              | Charente                | Nouvelle-Aquitaine         | classé     | « PA00104441 », notice no PA00104441 | 45° 50′ 37″ nord, 0° 13′ 17″ est   |                   |
| Domaine du Portail                                                                   | Nieul-sur-Mer                         | Charente-Maritime       | Nouvelle-Aquitaine         | classé     | « PA00104830 », notice no PA00104830 | 46° 12′ 28″ nord, 1° 09′ 44″ ouest |                   |
| Abbaye de Trizay                                                                     | Trizay                                | Charente-Maritime       | Nouvelle-Aquitaine         | classé     | « PA00105288 », notice no PA00105288 | 45° 52′ 53″ nord, 0° 54′ 50″ ouest | catégorie commons |
| Croix                                                                                | Villy-en-Auxois                       | Côte-d'Or               | Bourgogne-Franche-Comté    | classé     | « PA00112732 », notice no PA00112732 | 47° 25′ 25″ nord, 4° 37′ 59″ est   |                   |
| Chapelle Notre-Dame de Folgoat de Lansalaün                                          | Paule                                 | Côtes-d'Armor           | Bretagne                   | classé     | « PA00089364 », notice no PA00089364 | 48° 15′ 15″ nord, 3° 28′ 05″ ouest |                   |
| Ruines du château de la Garaye                                                       | Taden                                 | Côtes-d'Armor           | Bretagne                   | classé     | « PA00089665 », notice no PA00089665 | 48° 28′ 29″ nord, 2° 03′ 13″ ouest |                   |
| Croix grande de Clairavaux                                                           | Clairavaux                            | Creuse                  | Nouvelle-Aquitaine         | classé     | « PA00100046 », notice no PA00100046 | 45° 47′ 09″ nord, 2° 10′ 32″ est   |                   |
| Pont romain                                                                          | Moutier-d'Ahun                        | Creuse                  | Nouvelle-Aquitaine         | classé     | « PA00100115 », notice no PA00100115 | 46° 05′ 33″ nord, 2° 03′ 26″ est   |                   |
| Croix de chemin de Saint-Michel-de-Veisse                                            | Saint-Michel-de-Veisse                | Creuse                  | Nouvelle-Aquitaine         | classé     | « PA00100180 », notice no PA00100180 | 45° 57′ 48″ nord, 2° 04′ 34″ est   |                   |
| Porte Saint-Jean                                                                     | La Souterraine                        | Creuse                  | Nouvelle-Aquitaine         | classé     | « PA00100210 », notice no PA00100210 | 46° 14′ 14″ nord, 1° 29′ 13″ est   |                   |
| Remparts de Parthenay                                                                | Parthenay                             | Deux-Sèvres             | Nouvelle-Aquitaine         | classé     | « PA00101314 », notice no PA00101314 | 46° 39′ 08″ nord, 0° 14′ 58″ ouest |                   |
| Église Saint-Robert de la Chapelle-Saint-Robert                                      | Javerlhac-et-la-Chapelle-Saint-Robert | Dordogne                | Nouvelle-Aquitaine         | classé     | « PA00082587 », notice no PA00082587 | 45° 34′ 16″ nord, 0° 31′ 05″ est   |                   |
| Maison du Bayle ou maison à arcades                                                  | Molières                              | Dordogne                | Nouvelle-Aquitaine         | classé     | « PA00082649 », notice no PA00082649 | 44° 48′ 39″ nord, 0° 49′ 28″ est   |                   |
| Église Notre-Dame de la Nativité de Temniac                                          | Sarlat-la-Canéda                      | Dordogne                | Nouvelle-Aquitaine         | classé     | « PA00082929 », notice no PA00082929 | 44° 54′ 39″ nord, 1° 12′ 52″ est   |                   |
| Église Sainte-Marie-Madeleine de Massy                                               | Massy                                 | Essonne                 | Île-de-France              | classé     | « PA00087949 », notice no PA00087949 | 48° 43′ 50″ nord, 2° 16′ 24″ est   |                   |
| Abbaye de Morsang-sur-Orge                                                           | Morsang-sur-Orge                      | Essonne                 | Île-de-France              | classé     | « PA00087978 », notice no PA00087978 | 48° 39′ 50″ nord, 2° 21′ 06″ est   |                   |
| Borne seigneuriale                                                                   | Saclas                                | Essonne                 | Île-de-France              | classé     | « PA00087993 », notice no PA00087993 | 48° 22′ 35″ nord, 2° 07′ 26″ est   |                   |
| Église Saint-Martin de Cintray                                                       | Cintray                               | Eure                    | Normandie                  | classé     | « PA00099375 », notice no PA00099375 | 48° 47′ 45″ nord, 0° 53′ 31″ est   |                   |
| Porte de l'hôpital de Courville-sur-Eure                                             | Courville-sur-Eure                    | Eure-et-Loir            | Centre-Val de Loire        | classé     | « PA00097089 », notice no PA00097089 | 48° 26′ 53″ nord, 1° 14′ 13″ est   |                   |
| Église Saint-Denis                                                                   | Prunay-le-Gillon                      | Eure-et-Loir            | Centre-Val de Loire        | classé     | « PA00097187 », notice no PA00097187 | 48° 21′ 53″ nord, 1° 38′ 06″ est   |                   |
| Dolmen du Cosquer                                                                    | Goulven                               | Finistère               | Bretagne                   | classé     | « PA00089980 », notice no PA00089980 | 48° 37′ 16″ nord, 4° 17′ 30″ ouest |                   |
| Monuments mégalithiques près de Tronval                                              | Plobannalec-Lesconil                  | Finistère               | Bretagne                   | classé     | « PA00090173 », notice no PA00090173 | 47° 29′ 06″ nord, 4° 09′ 03″ ouest |                   |
| Église Saint-Georges de Montagne                                                     | Montagne                              | Gironde                 | Nouvelle-Aquitaine         | classé     | « PA00083641 », notice no PA00083641 | 44° 55′ 38″ nord, 0° 07′ 57″ ouest |                   |
| Chapelle de Villemartin                                                              | Mouliets-et-Villemartin               | Gironde                 | Nouvelle-Aquitaine         | classé     | « PA00083644 », notice no PA00083644 | 44° 50′ 05″ nord, 0° 02′ 02″ ouest |                   |
| Porte de la Cadène                                                                   | Saint-Émilion                         | Gironde                 | Nouvelle-Aquitaine         | classé     | « PA00083735 », notice no PA00083735 | 44° 53′ 37″ nord, 0° 09′ 20″ ouest |                   |
| Église Saint-Martin de Mazerat                                                       | Saint-Émilion                         | Gironde                 | Nouvelle-Aquitaine         | classé     | « PA00083730 », notice no PA00083730 | 44° 53′ 34″ nord, 0° 09′ 51″ ouest |                   |
| Église de Saint-Philippe-d'Aiguille                                                  | Saint-Philippe-d'Aiguille             | Gironde                 | Nouvelle-Aquitaine         | classé     | « PA00083798 », notice no PA00083798 | 44° 54′ 50″ nord, 0° 01′ 54″ ouest |                   |
| Église Saint-Pierre de La Sauve                                                      | Sauve (La)                            | Gironde                 | Nouvelle-Aquitaine         | classé     | « PA00083833 », notice no PA00083833 | 44° 46′ 08″ nord, 0° 19′ 00″ ouest |                   |
| Église Notre-Dame de Sauveterre-de-Guyenne                                           | Sauveterre-de-Guyenne                 | Gironde                 | Nouvelle-Aquitaine         | classé     | « PA00083834 », notice no PA00083834 | 44° 41′ 35″ nord, 0° 05′ 07″ ouest |                   |
| Église Saint-Martin de Villenave-d'Ornon                                             | Villenave-d'Ornon                     | Gironde                 | Nouvelle-Aquitaine         | classé     | « PA00083863 », notice no PA00083863 | 44° 46′ 18″ nord, 0° 32′ 31″ ouest |                   |
| Remparts                                                                             | Cernay                                | Haut-Rhin               | Grand Est                  | classé     | « PA00085359 », notice no PA00085359 | 47° 48′ 36″ nord, 7° 10′ 23″ est   |                   |
| Lycée Bartholdi                                                                      | Colmar                                | Haut-Rhin               | Grand Est                  | classé     | « PA00085377 », notice no PA00085377 | 48° 04′ 23″ nord, 7° 21′ 21″ est   |                   |
| Couvent des Dominicains                                                              | Guebwiller                            | Haut-Rhin               | Grand Est                  | classé     | « PA00085439 », notice no PA00085439 | 47° 54′ 29″ nord, 7° 12′ 51″ est   |                   |
| Cimetière fortifié                                                                   | Hartmannswiller                       | Haut-Rhin               | Grand Est                  | classé     | « PA00085455 », notice no PA00085455 | 47° 51′ 40″ nord, 7° 13′ 05″ est   |                   |
| Église Saint-Maurice                                                                 | Soultz-Haut-Rhin                      | Haut-Rhin               | Grand Est                  | classé     | « PA00085681 », notice no PA00085681 | 47° 53′ 13″ nord, 7° 13′ 48″ est   |                   |
| Halle aux blés                                                                       | Thann                                 | Haut-Rhin               | Grand Est                  | classé     | « PA00085700 », notice no PA00085700 | 47° 48′ 44″ nord, 7° 06′ 07″ est   |                   |
| Enceinte                                                                             | Thann                                 | Haut-Rhin               | Grand Est                  | classé     | « PA00085697 », notice no PA00085697 | 47° 48′ 43″ nord, 7° 06′ 13″ est   |                   |
| Église Saint-Jean-Baptiste                                                           | Wattwiller                            | Haut-Rhin               | Grand Est                  | classé     | « PA00085730 », notice no PA00085730 | 47° 50′ 08″ nord, 7° 10′ 37″ est   |                   |
| Plate-forme de la pièce d'artillerie 380                                             | Zillisheim                            | Haut-Rhin               | Grand Est                  | classé     | « PA00085742 », notice no PA00085742 | 47° 40′ 45″ nord, 7° 18′ 20″ est   |                   |
| Pro-cathédrale Saint-Jean-Baptiste                                                   | Calvi                                 | Haute-Corse             | Corse                      | classé     | « PA00099171 », notice no PA00099171 | 42° 34′ 07″ nord, 8° 45′ 25″ est   |                   |
| Église Saint-Félix de Saint-Félix-Lauragais                                          | Saint-Félix-Lauragais                 | Haute-Garonne           | Occitanie                  | classé     | « PA00094455 », notice no PA00094455 | 43° 26′ 57″ nord, 1° 53′ 11″ est   |                   |
| Église Sainte-Madeleine de Saint-Ilpize                                              | Saint-Ilpize                          | Haute-Loire             | Auvergne-Rhône-Alpes       | classé     | « PA00092854 », notice no PA00092854 | 45° 11′ 39″ nord, 3° 23′ 20″ est   |                   |
| Église Saint-Julien de Saint-Julien-d'Ance                                           | Saint-Julien-d'Ance                   | Haute-Loire             | Auvergne-Rhône-Alpes       | classé     | « PA00092860 », notice no PA00092860 | 45° 18′ 15″ nord, 3° 54′ 48″ est   |                   |
| Croix de cimetière de Celles-en-Bassigny                                             | Celles-en-Bassigny                    | Haute-Marne             | Grand Est                  | classé     | « PA00078984 », notice no PA00078984 | 47° 54′ 53″ nord, 5° 32′ 31″ est   |                   |
| Église Saint-Louis de Mont-Dauphin                                                   | Mont-Dauphin                          | Hautes-Alpes            | Provence-Alpes-Côte d'Azur | classé     | « PA00080587 », notice no PA00080587 | 44° 40′ 08″ nord, 6° 37′ 20″ est   |                   |
| Église Saint-Denis de Saint-Denis-de-Jouhet                                          | Saint-Denis-de-Jouhet                 | Indre                   | Centre-Val de Loire        | classé     | « PA00097450 », notice no PA00097450 | 46° 31′ 52″ nord, 1° 52′ 11″ est   |                   |
| Église Saint-Germain de Sassierges-Saint-Germain                                     | Sassierges-Saint-Germain              | Indre                   | Centre-Val de Loire        | classé     | « PA00097468 », notice no PA00097468 | 46° 46′ 09″ nord, 1° 53′ 41″ est   |                   |
| Hôtel de la Maîtrise des eaux et forêts                                              | Chinon                                | Indre-et-Loire          | Centre-Val de Loire        | classé     | « PA00097686 », notice no PA00097686 | 47° 10′ 03″ nord, 0° 14′ 05″ est   |                   |
| Lanterne des morts de Cormery                                                        | Cormery                               | Indre-et-Loire          | Centre-Val de Loire        | classé     | « PA00097712 », notice no PA00097712 | 47° 16′ 02″ nord, 0° 50′ 28″ est   |                   |
| Église Saint-Aignan-et-Saint-Symphorien de Billy                                     | Billy                                 | Loir-et-Cher            | Centre-Val de Loire        | classé     | « PA00098333 », notice no PA00098333 | 47° 18′ 41″ nord, 1° 32′ 21″ est   |                   |
| Église Saint-Urbain de Mennetou-sur-Cher                                             | Mennetou-sur-Cher                     | Loir-et-Cher            | Centre-Val de Loire        | classé     | « PA00098478 », notice no PA00098478 | 47° 16′ 09″ nord, 1° 52′ 00″ est   |                   |
| Église Saint-Georges de Mareau-aux-Bois                                              | Mareau-aux-Bois                       | Loiret                  | Centre-Val de Loire        | classé     | « PA00098815 », notice no PA00098815 | 48° 06′ 13″ nord, 2° 11′ 18″ est   |                   |
| Église Saint-Salomon-et-Saint-Grégoire de Pithiviers                                 | Pithiviers                            | Loiret                  | Centre-Val de Loire        | classé     | « PA00098989 », notice no PA00098989 | 48° 10′ 27″ nord, 2° 15′ 19″ est   |                   |
| Église Notre-Dame-de-l'Assomption de Castelfranc                                     | Castelfranc                           | Lot                     | Occitanie                  | classé     | « PA00095048 », notice no PA00095048 | 44° 30′ 05″ nord, 1° 13′ 23″ est   |                   |
| Couvent Notre-Dame des Junies                                                        | Les Junies                            | Lot                     | Occitanie                  | classé     | « PA00095117 », notice no PA00095117 | 44° 32′ 08″ nord, 1° 14′ 10″ est   |                   |
| Maison de la Paumette                                                                | Rocamadour                            | Lot                     | Occitanie                  | classé     | « PA00095203 », notice no PA00095203 | 44° 47′ 55″ nord, 1° 37′ 00″ est   |                   |
| Maison                                                                               | Saint-Cirq-Lapopie                    | Lot                     | Occitanie                  | classé     | « PA00095230 », notice no PA00095230 | 44° 27′ 52″ nord, 1° 40′ 11″ est   |                   |
| Église Saint-Hilaire                                                                 | Agen                                  | Lot-et-Garonne          | Nouvelle-Aquitaine         | classé     | « PA00084041 », notice no PA00084041 | 44° 12′ 22″ nord, 0° 36′ 49″ est   |                   |
| Église Saint-Pierre-aux-Liens d'Engayrac                                             | Engayrac                              | Lot-et-Garonne          | Nouvelle-Aquitaine         | classé     | « PA00084110 », notice no PA00084110 | 44° 15′ 32″ nord, 0° 53′ 09″ est   |                   |
| Église Saint-Pierre-et-Saint-Paul d'Ispagnac                                         | Ispagnac                              | Lozère                  | Occitanie                  | classé     | « PA00103825 », notice no PA00103825 | 44° 22′ 12″ nord, 3° 32′ 07″ est   |                   |
| Église Saint-Caprais de Prunières                                                    | Prunières                             | Lozère                  | Occitanie                  | classé     | « PA00103905 », notice no PA00103905 | 44° 49′ 36″ nord, 3° 20′ 35″ est   |                   |
| Ancienne abbaye Blanche                                                              | Mortain                               | Manche                  | Normandie                  | classé     | « PA00110521 », notice no PA00110521 | 48° 39′ 29″ nord, 0° 56′ 42″ ouest |                   |
| Église Saint-Malo                                                                    | Valognes                              | Manche                  | Normandie                  | classé     | « PA00110627 », notice no PA00110627 | 49° 30′ 28″ nord, 1° 28′ 10″ ouest |                   |
| Église Saint-Symphorien d'Anthenay                                                   | Anthenay                              | Marne                   | Grand Est                  | classé     | « PA00078569 », notice no PA00078569 | 49° 08′ 31″ nord, 3° 44′ 06″ est   |                   |
| Église Saint-Memmie de Baconnes                                                      | Baconnes                              | Marne                   | Grand Est                  | classé     | « PA00078580 », notice no PA00078580 | 49° 09′ 31″ nord, 4° 20′ 15″ est   |                   |
| Église Saint-Sébastien de Bétheny                                                    | Bétheny                               | Marne                   | Grand Est                  | classé     | « PA00078590 », notice no PA00078590 | 49° 17′ 08″ nord, 4° 03′ 32″ est   |                   |
| Église Sainte-Croix de Boult-sur-Suippe                                              | Boult-sur-Suippe                      | Marne                   | Grand Est                  | classé     | « PA00078595 », notice no PA00078595 | 49° 22′ 26″ nord, 4° 08′ 32″ est   |                   |
| Église Saint-Pierre de Charleville                                                   | Charleville                           | Marne                   | Grand Est                  | classé     | « PA00078658 », notice no PA00078658 | 48° 48′ 48″ nord, 3° 40′ 01″ est   |                   |
| Église de la Nativité-de-la-Sainte-Vierge de Chatel-Raould                           | Châtelraould-Saint-Louvent            | Marne                   | Grand Est                  | classé     | « PA00078660 », notice no PA00078660 | 48° 40′ 47″ nord, 4° 32′ 53″ est   |                   |
| Église Saint-Rémi de Coulommes-la-Montagne                                           | Coulommes-la-Montagne                 | Marne                   | Grand Est                  | classé     | « PA00078677 », notice no PA00078677 | 49° 13′ 31″ nord, 3° 54′ 35″ est   |                   |
| Église Saint-Julien de Courville                                                     | Courville                             | Marne                   | Grand Est                  | classé     | « PA00078684 », notice no PA00078684 | 49° 16′ 06″ nord, 3° 41′ 37″ est   |                   |
| Église Saint-Martin de Soilly                                                        | Dormans                               | Marne                   | Grand Est                  | classé     | « PA00078696 », notice no PA00078696 | 49° 03′ 39″ nord, 3° 37′ 26″ est   |                   |
| Église Saint-Martin de Lagery                                                        | Lagery                                | Marne                   | Grand Est                  | classé     | « PA00078728 », notice no PA00078728 | 49° 12′ 31″ nord, 3° 44′ 43″ est   |                   |
| Église Saint-Jean-Baptiste de Magneux                                                | Magneux                               | Marne                   | Grand Est                  | classé     | « PA00078734 », notice no PA00078734 | 49° 18′ 20″ nord, 3° 43′ 20″ est   |                   |
| Église Saint-Rémi d'Ormes                                                            | Ormes                                 | Marne                   | Grand Est                  | classé     | « PA00078757 », notice no PA00078757 | 49° 14′ 16″ nord, 3° 57′ 26″ est   |                   |
| Église Notre-Dame à Pévy                                                             | Pévy                                  | Marne                   | Grand Est                  | classé     | « PA00078761 », notice no PA00078761 | 49° 18′ 39″ nord, 3° 50′ 29″ est   |                   |
| Cathédrale Notre-Dame                                                                | Reims                                 | Marne                   | Grand Est                  | classé     | « PA00078776 », notice no PA00078776 | 49° 15′ 13″ nord, 4° 02′ 02″ est   |                   |
| Abbaye Saint-Remi de Reims                                                           | Reims                                 | Marne                   | Grand Est                  | classé     | « PA00078773 », notice no PA00078773 | 49° 14′ 36″ nord, 4° 02′ 29″ est   |                   |
| Pavillon de Muire                                                                    | Reims                                 | Marne                   | Grand Est                  | classé     | « PA00078821 », notice no PA00078821 | 49° 15′ 32″ nord, 4° 02′ 02″ est   |                   |
| Église Saint-Michel                                                                  | Reims                                 | Marne                   | Grand Est                  | classé     | « PA00078783 », notice no PA00078783 | 49° 15′ 17″ nord, 4° 02′ 01″ est   |                   |
| Poudrière                                                                            | Reims                                 | Marne                   | Grand Est                  | classé     | « PA00078827 », notice no PA00078827 | 49° 14′ 34″ nord, 4° 02′ 50″ est   |                   |
| Hôtel Maupinot                                                                       | Reims                                 | Marne                   | Grand Est                  | classé     | « PA00078817 », notice no PA00078817 | 49° 14′ 45″ nord, 4° 02′ 33″ est   |                   |
| Hôtel de La Salle à Reims                                                            | Reims                                 | Marne                   | Grand Est                  | classé     | « PA00078816 », notice no PA00078816 | 49° 15′ 24″ nord, 4° 01′ 56″ est   |                   |
| Hôtel de Bézannes                                                                    | Reims                                 | Marne                   | Grand Est                  | classé     | « PA00078790 », notice no PA00078790 | 49° 15′ 29″ nord, 4° 01′ 54″ est   |                   |
| Église Notre-Dame de Rosnay                                                          | Rosnay                                | Marne                   | Grand Est                  | classé     | « PA00078834 », notice no PA00078834 | 49° 15′ 16″ nord, 3° 51′ 44″ est   |                   |
| Église Saint-Pierre de Saint-Gilles                                                  | Saint-Gilles                          | Marne                   | Grand Est                  | classé     | « PA00078838 », notice no PA00078838 | 49° 16′ 53″ nord, 3° 40′ 27″ est   |                   |
| Église Sainte-Marie-Madeleine-et-Saint-Souplet de Saint-Souplet-sur-Py               | Saint-Souplet-sur-Py                  | Marne                   | Grand Est                  | classé     | « PA00078847 », notice no PA00078847 | 49° 14′ 10″ nord, 4° 27′ 57″ est   |                   |
| Église Saint-Basle de Sept-Saulx                                                     | Sept-Saulx                            | Marne                   | Grand Est                  | classé     | « PA00078854 », notice no PA00078854 | 49° 09′ 06″ nord, 4° 15′ 02″ est   |                   |
| Église Saint-Martin de Suippes                                                       | Suippes                               | Marne                   | Grand Est                  | classé     | « PA00078867 », notice no PA00078867 | 49° 07′ 52″ nord, 4° 31′ 55″ est   |                   |
| Église Saint-Maur de Courmelois                                                      | Val-de-Vesle                          | Marne                   | Grand Est                  | classé     | « PA00078881 », notice no PA00078881 | 49° 09′ 54″ nord, 4° 12′ 58″ est   |                   |
| Église Saint-Théodulphe de Villers-aux-Nœuds                                         | Villers-aux-Nœuds                     | Marne                   | Grand Est                  | classé     | « PA00078902 », notice no PA00078902 | 49° 11′ 40″ nord, 3° 59′ 52″ est   |                   |
| Porte du Pont                                                                        | Vitry-le-François                     | Marne                   | Grand Est                  | classé     | « PA00078914 », notice no PA00078914 | 48° 43′ 44″ nord, 4° 35′ 14″ est   |                   |
| Collégiale Notre-Dame de Vitry-le-François                                           | Vitry-le-François                     | Marne                   | Grand Est                  | classé     | « PA00078911 », notice no PA00078911 | 48° 43′ 32″ nord, 4° 35′ 09″ est   |                   |
| Église Saint-Laurent de Vraux                                                        | Vraux                                 | Marne                   | Grand Est                  | classé     | « PA00078915 », notice no PA00078915 | 49° 01′ 37″ nord, 4° 14′ 14″ est   |                   |
| Église Saint-Martin d'Essey-et-Maizerais                                             | Essey-et-Maizerais                    | Meurthe-et-Moselle      | Grand Est                  | classé     | « PA00106027 », notice no PA00106027 | 48° 55′ 08″ nord, 5° 48′ 41″ est   |                   |
| Église de la Nativité-de-la-Vierge de Fresnois                                       | Fresnois-la-Montagne                  | Meurthe-et-Moselle      | Grand Est                  | classé     | « PA00106035 », notice no PA00106035 | 49° 29′ 40″ nord, 5° 38′ 46″ est   |                   |
| Église Saint-Martin de Pagny-sur-Moselle                                             | Pagny-sur-Moselle                     | Meurthe-et-Moselle      | Grand Est                  | classé     | « PA00106328 », notice no PA00106328 | 48° 58′ 59″ nord, 6° 01′ 19″ est   |                   |
| Maison                                                                               | Pont-à-Mousson                        | Meurthe-et-Moselle      | Grand Est                  | classé     | « PA00106346 », notice no PA00106346 | 48° 54′ 12″ nord, 6° 03′ 15″ est   |                   |
| Maison des Sept-Péchés-capitaux                                                      | Pont-à-Mousson                        | Meurthe-et-Moselle      | Grand Est                  | classé     | « PA00106341 », notice no PA00106341 | 48° 54′ 09″ nord, 6° 03′ 14″ est   |                   |
| Église Notre-Dame-de-Bonne-Garde de Dun-sur-Meuse                                    | Dun-sur-Meuse                         | Meuse                   | Grand Est                  | classé     | « PA00106531 », notice no PA00106531 | 49° 23′ 13″ nord, 5° 11′ 02″ est   |                   |
| Calvaire de Marville                                                                 | Marville                              | Meuse                   | Grand Est                  | classé     | « PA00106564 », notice no PA00106564 | 49° 27′ 29″ nord, 5° 27′ 03″ est   |                   |
| Église Saint-Nicolas de Marville                                                     | Marville                              | Meuse                   | Grand Est                  | classé     | « PA00106567 », notice no PA00106567 | 49° 27′ 13″ nord, 5° 27′ 31″ est   |                   |
| Tour de l'Abbaye Saint-Vanne                                                         | Verdun                                | Meuse                   | Grand Est                  | classé     | « PA00106654 », notice no PA00106654 | 49° 09′ 33″ nord, 5° 22′ 24″ est   |                   |
| Centre mondial de la paix                                                            | Verdun                                | Meuse                   | Grand Est                  | classé     | « PA00106660 », notice no PA00106660 | 49° 09′ 32″ nord, 5° 22′ 51″ est   |                   |
| Roche naturelle de Roch-Priol                                                        | Quiberon                              | Morbihan                | Bretagne                   | classé     | « PA00091618 », notice no PA00091618 | 47° 28′ 56″ nord, 3° 06′ 39″ ouest |                   |
| Dolmen du Conguel                                                                    | Quiberon                              | Morbihan                | Bretagne                   | classé     | « PA00091607 », notice no PA00091607 | 47° 28′ 25″ nord, 3° 05′ 48″ ouest |                   |
| Église Sainte-Marguerite de Fossieux                                                 | Fossieux                              | Moselle                 | Grand Est                  | classé     | « PA00106767 », notice no PA00106767 | 48° 51′ 03″ nord, 6° 19′ 37″ est   |                   |
| Église Saint-Jean-Baptiste de Bourbourg                                              | Bourbourg                             | Nord                    | Hauts-de-France            | classé     | « PA00107383 », notice no PA00107383 | 50° 56′ 47″ nord, 2° 11′ 48″ est   |                   |
| Collège des Jésuites                                                                 | Cambrai                               | Nord                    | Hauts-de-France            | classé     | « PA00107400 », notice no PA00107400 | 50° 10′ 22″ nord, 3° 13′ 51″ est   |                   |
| Maison espagnole                                                                     | Cambrai                               | Nord                    | Hauts-de-France            | classé     | « PA00107409 », notice no PA00107409 | 50° 10′ 21″ nord, 3° 13′ 57″ est   |                   |
| Église de la Conversion-de-Saint-Paul de Clairfayts                                  | Clairfayts                            | Nord                    | Hauts-de-France            | classé     | « PA00107433 », notice no PA00107433 | 50° 09′ 28″ nord, 4° 07′ 22″ est   |                   |
| Église Sainte-Marie-Madeleine d'Englos                                               | Englos                                | Nord                    | Hauts-de-France            | classé     | « PA00107511 », notice no PA00107511 | 50° 37′ 41″ nord, 2° 57′ 21″ est   |                   |
| Église Saint-Firmin de Morbecque                                                     | Morbecque                             | Nord                    | Hauts-de-France            | classé     | « PA00107758 », notice no PA00107758 | 50° 41′ 30″ nord, 2° 30′ 59″ est   |                   |
| Église Sainte-Rictrude de Ronchin                                                    | Ronchin                               | Nord                    | Hauts-de-France            | classé     | « PA00107787 », notice no PA00107787 | 50° 35′ 53″ nord, 3° 05′ 56″ est   |                   |
| Abbaye de Vaucelles                                                                  | Les Rues-des-Vignes                   | Nord                    | Hauts-de-France            | classé     | « PA00107794 », notice no PA00107794 | 50° 04′ 36″ nord, 3° 13′ 22″ est   |                   |
| Église de Saint-Aubert                                                               | Saint-Aubert                          | Nord                    | Hauts-de-France            | classé     | « PA00107799 », notice no PA00107799 | 50° 12′ 24″ nord, 3° 25′ 01″ est   |                   |
| Église Saint-Piat de Seclin                                                          | Seclin                                | Nord                    | Hauts-de-France            | classé     | « PA00107811 », notice no PA00107811 | 50° 33′ 02″ nord, 3° 01′ 51″ est   |                   |
| Église Saint-Pierre-à-Antioche de Tourmignies                                        | Tourmignies                           | Nord                    | Hauts-de-France            | classé     | « PA00107844 », notice no PA00107844 | 50° 30′ 27″ nord, 3° 04′ 50″ est   |                   |
| Fontaine Saint-Chrysole                                                              | Verlinghem                            | Nord                    | Hauts-de-France            | classé     | « PA00107877 », notice no PA00107877 | 50° 41′ 01″ nord, 2° 59′ 43″ est   |                   |
| Ferme des Templiers                                                                  | Verlinghem                            | Nord                    | Hauts-de-France            | classé     | « PA00107876 », notice no PA00107876 | 50° 40′ 33″ nord, 2° 59′ 20″ est   |                   |
| Église Saint-Rémy de Berneuil-sur-Aisne                                              | Berneuil-sur-Aisne                    | Oise                    | Hauts-de-France            | classé     | « PA00114522 », notice no PA00114522 | 49° 24′ 52″ nord, 3° 00′ 21″ est   |                   |
| Église Saint-Nicolas de Brétigny                                                     | Brétigny                              | Oise                    | Hauts-de-France            | classé     | « PA00114551 », notice no PA00114551 | 49° 34′ 07″ nord, 3° 06′ 38″ est   |                   |
| Église Saint-Lucien de Caisnes                                                       | Caisnes                               | Oise                    | Hauts-de-France            | classé     | « PA00114558 », notice no PA00114558 | 49° 31′ 20″ nord, 3° 04′ 27″ est   |                   |
| Église Saint-Martin de Cambronne-lès-Ribécourt                                       | Cambronne-lès-Ribécourt               | Oise                    | Hauts-de-France            | classé     | « PA00114561 », notice no PA00114561 | 49° 30′ 25″ nord, 2° 53′ 52″ est   |                   |
| Église Saint-Martin de Cauvigny                                                      | Cauvigny                              | Oise                    | Hauts-de-France            | classé     | « PA00114570 », notice no PA00114570 | 49° 18′ 05″ nord, 2° 14′ 53″ est   |                   |
| Église Saint-Georges de Chevrières                                                   | Chevrières                            | Oise                    | Hauts-de-France            | classé     | « PA00114589 », notice no PA00114589 | 49° 20′ 49″ nord, 2° 40′ 54″ est   |                   |
| Église de la Sainte-Trinité de Choisy-au-Bac                                         | Choisy-au-Bac                         | Oise                    | Hauts-de-France            | classé     | « PA00114592 », notice no PA00114592 | 49° 26′ 12″ nord, 2° 52′ 47″ est   |                   |
| Église Saint-Médard de Creil                                                         | Creil                                 | Oise                    | Hauts-de-France            | classé     | « PA00114653 », notice no PA00114653 | 49° 15′ 35″ nord, 2° 28′ 35″ est   |                   |
| Église Notre-Dame de Croutoy                                                         | Croutoy                               | Oise                    | Hauts-de-France            | classé     | « PA00114671 », notice no PA00114671 | 49° 23′ 08″ nord, 3° 02′ 30″ est   |                   |
| Église Saint-Denis de Fresnoy-la-Rivière                                             | Fresnoy-la-Rivière                    | Oise                    | Hauts-de-France            | classé     | « PA00114698 », notice no PA00114698 | 49° 16′ 58″ nord, 2° 54′ 59″ est   |                   |
| Église Notre-Dame de Pondron                                                         | Fresnoy-la-Rivière                    | Oise                    | Hauts-de-France            | classé     | « PA00114699 », notice no PA00114699 | 49° 16′ 43″ nord, 2° 56′ 40″ est   |                   |
| Église Saint-Médard de Grandrû                                                       | Grandrû                               | Oise                    | Hauts-de-France            | classé     | « PA00114707 », notice no PA00114707 | 49° 36′ 18″ nord, 3° 05′ 08″ est   |                   |
| Église Saint-Siméon d'Hautefontaine                                                  | Hautefontaine                         | Oise                    | Hauts-de-France            | classé     | « PA00114711 », notice no PA00114711 | 49° 21′ 55″ nord, 3° 03′ 50″ est   |                   |
| Église Saint-Martin de Jaulzy                                                        | Jaulzy                                | Oise                    | Hauts-de-France            | classé     | « PA00114719 », notice no PA00114719 | 49° 23′ 35″ nord, 3° 03′ 41″ est   |                   |
| Église Saint-Nicolas de Jonquières                                                   | Jonquières                            | Oise                    | Hauts-de-France            | classé     | « PA00114721 », notice no PA00114721 | 49° 23′ 23″ nord, 2° 43′ 43″ est   |                   |
| Église Sainte-Geneviève de Marolles                                                  | Marolles                              | Oise                    | Hauts-de-France            | classé     | « PA00114741 », notice no PA00114741 | 49° 10′ 14″ nord, 3° 06′ 16″ est   |                   |
| Église Saint-Martin de Monchy-Humières                                               | Monchy-Humières                       | Oise                    | Hauts-de-France            | classé     | « PA00114749 », notice no PA00114749 | 49° 28′ 11″ nord, 2° 44′ 50″ est   |                   |
| Église Saint-Médard de Moulin-sous-Touvent                                           | Moulin-sous-Touvent                   | Oise                    | Hauts-de-France            | classé     | « PA00114764 », notice no PA00114764 | 49° 27′ 20″ nord, 3° 04′ 17″ est   |                   |
| Église Saint-Rémi d'Orrouy                                                           | Orrouy                                | Oise                    | Hauts-de-France            | classé     | « PA00114796 », notice no PA00114796 | 49° 17′ 24″ nord, 2° 51′ 22″ est   |                   |
| Église Saint-Sulpice de Pierrefonds                                                  | Pierrefonds                           | Oise                    | Hauts-de-France            | classé     | « PA00114804 », notice no PA00114804 | 49° 20′ 48″ nord, 2° 58′ 32″ est   |                   |
| Abbaye Saint-Jean-Baptiste du Moncel                                                 | Pontpoint                             | Oise                    | Hauts-de-France            | classé     | « PA00114815 », notice no PA00114815 | 49° 18′ 07″ nord, 2° 36′ 52″ est   |                   |
| Église Saint-Denis de Remy                                                           | Remy                                  | Oise                    | Hauts-de-France            | classé     | « PA00114833 », notice no PA00114833 | 49° 26′ 30″ nord, 2° 42′ 36″ est   |                   |
| Église Saint-Crépin-et-Saint-Crépinien de Saint-Crépin-aux-Bois                      | Saint-Crépin-aux-Bois                 | Oise                    | Hauts-de-France            | classé     | « PA00114853 », notice no PA00114853 | 49° 26′ 02″ nord, 2° 58′ 47″ est   |                   |
| Église Saint-Pierre de Saint-Pierre-lès-Bitry                                        | Saint-Pierre-lès-Bitry                | Oise                    | Hauts-de-France            | classé     | « PA00114873 », notice no PA00114873 | 49° 25′ 30″ nord, 3° 04′ 34″ est   |                   |
| Église Notre-Dame-de-la-Nativité de Varinfroy                                        | Varinfroy                             | Oise                    | Hauts-de-France            | classé     | « PA00114936 », notice no PA00114936 | 49° 06′ 04″ nord, 3° 02′ 38″ est   |                   |
| Église Saint-Martin de Venette                                                       | Venette                               | Oise                    | Hauts-de-France            | classé     | « PA00114941 », notice no PA00114941 | 49° 25′ 01″ nord, 2° 48′ 01″ est   |                   |
| Couvent des Clarisses de Saint-François                                              | Mortagne-au-Perche                    | Orne                    | Normandie                  | classé     | « PA00110859 », notice no PA00110859 | 48° 31′ 24″ nord, 0° 33′ 00″ est   |                   |
| Immeuble                                                                             | 1er arrondissement de Paris           | Paris                   | Île-de-France              | classé     | « PA00085907 », notice no PA00085907 | 48° 51′ 54″ nord, 2° 20′ 13″ est   |                   |
| Immeuble                                                                             | 1er arrondissement de Paris           | Paris                   | Île-de-France              | classé     | « PA00085847 », notice no PA00085847 | 48° 51′ 58″ nord, 2° 20′ 19″ est   |                   |
| Immeuble                                                                             | 1er arrondissement de Paris           | Paris                   | Île-de-France              | classé     | « PA00085910 », notice no PA00085910 | 48° 51′ 55″ nord, 2° 20′ 14″ est   |                   |
| Hôtel de Vitry                                                                       | 3e arrondissement de Paris            | Paris                   | Île-de-France              | classé     | « PA00086163 », notice no PA00086163 | 48° 51′ 22″ nord, 2° 22′ 00″ est   |                   |
| Hôtel du Cardinal de Richelieu                                                       | 3e arrondissement de Paris            | Paris                   | Île-de-France              | classé     | « PA00086123 », notice no PA00086123 | 48° 51′ 23″ nord, 2° 21′ 54″ est   |                   |
| Hôtel de Bassompierre                                                                | 3e arrondissement de Paris            | Paris                   | Île-de-France              | classé     | « PA00086124 », notice no PA00086124 | 48° 51′ 23″ nord, 2° 21′ 55″ est   |                   |
| Hôtel Laffemas                                                                       | 4e arrondissement de Paris            | Paris                   | Île-de-France              | classé     | « PA00086293 », notice no PA00086293 | 48° 51′ 21″ nord, 2° 22′ 00″ est   |                   |
| Hôtel de Châtillon                                                                   | 4e arrondissement de Paris            | Paris                   | Île-de-France              | classé     | « PA00086281 », notice no PA00086281 | 48° 51′ 18″ nord, 2° 21′ 59″ est   |                   |
| Hôtel Coulanges                                                                      | 4e arrondissement de Paris            | Paris                   | Île-de-France              | classé     | « PA00086286 », notice no PA00086286 | 48° 51′ 18″ nord, 2° 21′ 54″ est   |                   |
| Hôtel Dyel des Hameaux                                                               | 4e arrondissement de Paris            | Paris                   | Île-de-France              | classé     | « PA00086287 », notice no PA00086287 | 48° 51′ 21″ nord, 2° 21′ 51″ est   |                   |
| Hôtel de Chabannes                                                                   | 4e arrondissement de Paris            | Paris                   | Île-de-France              | classé     | « PA00086466 », notice no PA00086466 | 48° 51′ 22″ nord, 2° 21′ 52″ est   |                   |
| Panthéon                                                                             | 5e arrondissement de Paris            | Paris                   | Île-de-France              | classé     | « PA00088420 », notice no PA00088420 | 48° 50′ 46″ nord, 2° 20′ 46″ est   |                   |
| Église Saint-Germain d'Aix-Noulette                                                  | Aix-Noulette                          | Pas-de-Calais           | Hauts-de-France            | classé     | « PA00107952 », notice no PA00107952 | 50° 25′ 37″ nord, 2° 42′ 41″ est   |                   |
| Immeuble                                                                             | Arras                                 | Pas-de-Calais           | Hauts-de-France            | classé     | « PA00108091 », notice no PA00108091 | 50° 17′ 28″ nord, 2° 46′ 41″ est   |                   |
| Immeuble                                                                             | Arras                                 | Pas-de-Calais           | Hauts-de-France            | classé     | « PA00108095 », notice no PA00108095 | 50° 17′ 28″ nord, 2° 46′ 42″ est   |                   |
| Immeuble                                                                             | Arras                                 | Pas-de-Calais           | Hauts-de-France            | classé     | « PA00108098 », notice no PA00108098 | 50° 17′ 26″ nord, 2° 46′ 40″ est   |                   |
| Immeuble                                                                             | Arras                                 | Pas-de-Calais           | Hauts-de-France            | classé     | « PA00108101 », notice no PA00108101 | 50° 17′ 28″ nord, 2° 46′ 42″ est   |                   |
| Immeuble                                                                             | Arras                                 | Pas-de-Calais           | Hauts-de-France            | classé     | « PA00108126 », notice no PA00108126 | 50° 17′ 26″ nord, 2° 46′ 44″ est   |                   |
| Immeuble                                                                             | Arras                                 | Pas-de-Calais           | Hauts-de-France            | classé     | « PA00108155 », notice no PA00108155 | 50° 17′ 29″ nord, 2° 46′ 46″ est   |                   |
| Immeuble                                                                             | Arras                                 | Pas-de-Calais           | Hauts-de-France            | classé     | « PA00108157 », notice no PA00108157 | 50° 17′ 29″ nord, 2° 46′ 46″ est   |                   |
| Immeuble                                                                             | Arras                                 | Pas-de-Calais           | Hauts-de-France            | classé     | « PA00107997 », notice no PA00107997 | 50° 17′ 29″ nord, 2° 46′ 47″ est   |                   |
| Immeuble                                                                             | Arras                                 | Pas-de-Calais           | Hauts-de-France            | classé     | « PA00108007 », notice no PA00108007 | 50° 17′ 29″ nord, 2° 46′ 48″ est   |                   |
| Immeuble                                                                             | Arras                                 | Pas-de-Calais           | Hauts-de-France            | classé     | « PA00108012 », notice no PA00108012 | 50° 17′ 31″ nord, 2° 46′ 46″ est   |                   |
| Immeuble                                                                             | Arras                                 | Pas-de-Calais           | Hauts-de-France            | classé     | « PA00108015 », notice no PA00108015 | 50° 17′ 28″ nord, 2° 46′ 49″ est   |                   |
| Immeuble                                                                             | Arras                                 | Pas-de-Calais           | Hauts-de-France            | classé     | « PA00108017 », notice no PA00108017 | 50° 17′ 28″ nord, 2° 46′ 50″ est   |                   |
| Immeuble                                                                             | Arras                                 | Pas-de-Calais           | Hauts-de-France            | classé     | « PA00108023 », notice no PA00108023 | 50° 17′ 29″ nord, 2° 46′ 51″ est   |                   |
| Immeuble                                                                             | Arras                                 | Pas-de-Calais           | Hauts-de-France            | classé     | « PA00108024 », notice no PA00108024 | 50° 17′ 32″ nord, 2° 46′ 47″ est   |                   |
| Immeuble                                                                             | Arras                                 | Pas-de-Calais           | Hauts-de-France            | classé     | « PA00108049 », notice no PA00108049 | 50° 17′ 34″ nord, 2° 46′ 51″ est   |                   |
| Immeuble                                                                             | Arras                                 | Pas-de-Calais           | Hauts-de-France            | classé     | « PA00108001 », notice no PA00108001 | 50° 17′ 29″ nord, 2° 46′ 47″ est   |                   |
| Immeuble                                                                             | Arras                                 | Pas-de-Calais           | Hauts-de-France            | classé     | « PA00108005 », notice no PA00108005 | 50° 17′ 29″ nord, 2° 46′ 47″ est   |                   |
| Immeuble                                                                             | Arras                                 | Pas-de-Calais           | Hauts-de-France            | classé     | « PA00108011 », notice no PA00108011 | 50° 17′ 28″ nord, 2° 46′ 49″ est   |                   |
| Immeuble                                                                             | Arras                                 | Pas-de-Calais           | Hauts-de-France            | classé     | « PA00108016 », notice no PA00108016 | 50° 17′ 32″ nord, 2° 46′ 46″ est   |                   |
| Immeuble                                                                             | Arras                                 | Pas-de-Calais           | Hauts-de-France            | classé     | « PA00108028 », notice no PA00108028 | 50° 17′ 29″ nord, 2° 46′ 51″ est   |                   |
| Immeuble                                                                             | Arras                                 | Pas-de-Calais           | Hauts-de-France            | classé     | « PA00108035 », notice no PA00108035 | 50° 17′ 34″ nord, 2° 46′ 48″ est   |                   |
| Immeuble                                                                             | Arras                                 | Pas-de-Calais           | Hauts-de-France            | classé     | « PA00108078 », notice no PA00108078 | 50° 17′ 27″ nord, 2° 46′ 37″ est   |                   |
| Immeuble                                                                             | Arras                                 | Pas-de-Calais           | Hauts-de-France            | classé     | « PA00108135 », notice no PA00108135 | 50° 17′ 28″ nord, 2° 46′ 44″ est   |                   |
| Immeuble                                                                             | Arras                                 | Pas-de-Calais           | Hauts-de-France            | classé     | « PA00108142 », notice no PA00108142 | 50° 17′ 28″ nord, 2° 46′ 45″ est   |                   |
| Immeuble                                                                             | Arras                                 | Pas-de-Calais           | Hauts-de-France            | classé     | « PA00107996 », notice no PA00107996 | 50° 17′ 29″ nord, 2° 46′ 46″ est   |                   |
| Immeuble                                                                             | Arras                                 | Pas-de-Calais           | Hauts-de-France            | classé     | « PA00107999 », notice no PA00107999 | 50° 17′ 29″ nord, 2° 46′ 47″ est   |                   |
| Immeuble                                                                             | Arras                                 | Pas-de-Calais           | Hauts-de-France            | classé     | « PA00108000 », notice no PA00108000 | 50° 17′ 30″ nord, 2° 46′ 45″ est   |                   |
| Immeuble                                                                             | Arras                                 | Pas-de-Calais           | Hauts-de-France            | classé     | « PA00108013 », notice no PA00108013 | 50° 17′ 28″ nord, 2° 46′ 49″ est   |                   |
| Immeuble                                                                             | Arras                                 | Pas-de-Calais           | Hauts-de-France            | classé     | « PA00108019 », notice no PA00108019 | 50° 17′ 28″ nord, 2° 46′ 50″ est   |                   |
| Immeuble                                                                             | Arras                                 | Pas-de-Calais           | Hauts-de-France            | classé     | « PA00108025 », notice no PA00108025 | 50° 17′ 29″ nord, 2° 46′ 51″ est   |                   |
| Immeuble                                                                             | Arras                                 | Pas-de-Calais           | Hauts-de-France            | classé     | « PA00108031 », notice no PA00108031 | 50° 17′ 33″ nord, 2° 46′ 48″ est   |                   |
| Immeuble                                                                             | Arras                                 | Pas-de-Calais           | Hauts-de-France            | classé     | « PA00108048 », notice no PA00108048 | 50° 17′ 31″ nord, 2° 46′ 52″ est   |                   |
| Immeuble                                                                             | Arras                                 | Pas-de-Calais           | Hauts-de-France            | classé     | « PA00108014 », notice no PA00108014 | 50° 17′ 31″ nord, 2° 46′ 46″ est   |                   |
| Immeuble                                                                             | Arras                                 | Pas-de-Calais           | Hauts-de-France            | classé     | « PA00108032 », notice no PA00108032 | 50° 17′ 29″ nord, 2° 46′ 51″ est   |                   |
| Immeuble                                                                             | Arras                                 | Pas-de-Calais           | Hauts-de-France            | classé     | « PA00108034 », notice no PA00108034 | 50° 17′ 30″ nord, 2° 46′ 51″ est   |                   |
| Immeuble                                                                             | Arras                                 | Pas-de-Calais           | Hauts-de-France            | classé     | « PA00108036 », notice no PA00108036 | 50° 17′ 30″ nord, 2° 46′ 51″ est   |                   |
| Immeuble                                                                             | Arras                                 | Pas-de-Calais           | Hauts-de-France            | classé     | « PA00108037 », notice no PA00108037 | 50° 17′ 34″ nord, 2° 46′ 48″ est   |                   |
| Immeuble                                                                             | Arras                                 | Pas-de-Calais           | Hauts-de-France            | classé     | « PA00108038 », notice no PA00108038 | 50° 17′ 30″ nord, 2° 46′ 51″ est   |                   |
| Immeuble                                                                             | Arras                                 | Pas-de-Calais           | Hauts-de-France            | classé     | « PA00108044 », notice no PA00108044 | 50° 17′ 31″ nord, 2° 46′ 52″ est   |                   |
| Immeuble                                                                             | Arras                                 | Pas-de-Calais           | Hauts-de-France            | classé     | « PA00108046 », notice no PA00108046 | 50° 17′ 31″ nord, 2° 46′ 52″ est   |                   |
| Immeuble                                                                             | Arras                                 | Pas-de-Calais           | Hauts-de-France            | classé     | « PA00108061 », notice no PA00108061 | 50° 17′ 33″ nord, 2° 46′ 53″ est   |                   |
| Immeuble                                                                             | Arras                                 | Pas-de-Calais           | Hauts-de-France            | classé     | « PA00108062 », notice no PA00108062 | 50° 17′ 33″ nord, 2° 46′ 53″ est   |                   |
| Immeuble                                                                             | Arras                                 | Pas-de-Calais           | Hauts-de-France            | classé     | « PA00108020 », notice no PA00108020 | 50° 17′ 32″ nord, 2° 46′ 47″ est   |                   |
| Immeuble                                                                             | Arras                                 | Pas-de-Calais           | Hauts-de-France            | classé     | « PA00108021 », notice no PA00108021 | 50° 17′ 32″ nord, 2° 46′ 47″ est   |                   |
| Immeuble                                                                             | Arras                                 | Pas-de-Calais           | Hauts-de-France            | classé     | « PA00108026 », notice no PA00108026 | 50° 17′ 29″ nord, 2° 46′ 51″ est   |                   |
| Immeuble                                                                             | Arras                                 | Pas-de-Calais           | Hauts-de-France            | classé     | « PA00108027 », notice no PA00108027 | 50° 17′ 32″ nord, 2° 46′ 47″ est   |                   |
| Immeuble                                                                             | Arras                                 | Pas-de-Calais           | Hauts-de-France            | classé     | « PA00108030 », notice no PA00108030 | 50° 17′ 29″ nord, 2° 46′ 51″ est   |                   |
| Immeuble                                                                             | Arras                                 | Pas-de-Calais           | Hauts-de-France            | classé     | « PA00108043 », notice no PA00108043 | 50° 17′ 35″ nord, 2° 46′ 49″ est   |                   |
| Immeuble                                                                             | Arras                                 | Pas-de-Calais           | Hauts-de-France            | classé     | « PA00108058 », notice no PA00108058 | 50° 17′ 32″ nord, 2° 46′ 53″ est   |                   |
| Immeuble                                                                             | Arras                                 | Pas-de-Calais           | Hauts-de-France            | classé     | « PA00108063 », notice no PA00108063 | 50° 17′ 34″ nord, 2° 46′ 54″ est   |                   |
| Immeuble                                                                             | Arras                                 | Pas-de-Calais           | Hauts-de-France            | classé     | « PA00108119 », notice no PA00108119 | 50° 17′ 25″ nord, 2° 46′ 43″ est   |                   |
| Immeuble                                                                             | Arras                                 | Pas-de-Calais           | Hauts-de-France            | classé     | « PA00108121 », notice no PA00108121 | 50° 17′ 26″ nord, 2° 46′ 43″ est   |                   |
| Immeuble                                                                             | Arras                                 | Pas-de-Calais           | Hauts-de-France            | classé     | « PA00108123 », notice no PA00108123 | 50° 17′ 26″ nord, 2° 46′ 43″ est   |                   |
| Immeuble                                                                             | Arras                                 | Pas-de-Calais           | Hauts-de-France            | classé     | « PA00108139 », notice no PA00108139 | 50° 17′ 28″ nord, 2° 46′ 44″ est   |                   |
| Immeuble                                                                             | Arras                                 | Pas-de-Calais           | Hauts-de-France            | classé     | « PA00108156 », notice no PA00108156 | 50° 17′ 29″ nord, 2° 46′ 46″ est   |                   |
| Immeuble                                                                             | Arras                                 | Pas-de-Calais           | Hauts-de-France            | classé     | « PA00108112 », notice no PA00108112 | 50° 17′ 26″ nord, 2° 46′ 41″ est   |                   |
| Immeuble                                                                             | Arras                                 | Pas-de-Calais           | Hauts-de-France            | classé     | « PA00108144 », notice no PA00108144 | 50° 17′ 28″ nord, 2° 46′ 45″ est   |                   |
| Immeuble                                                                             | Arras                                 | Pas-de-Calais           | Hauts-de-France            | classé     | « PA00108149 », notice no PA00108149 | 50° 17′ 28″ nord, 2° 46′ 45″ est   |                   |
| Immeuble                                                                             | Arras                                 | Pas-de-Calais           | Hauts-de-France            | classé     | « PA00108151 », notice no PA00108151 | 50° 17′ 28″ nord, 2° 46′ 46″ est   |                   |
| Immeuble                                                                             | Arras                                 | Pas-de-Calais           | Hauts-de-France            | classé     | « PA00108089 », notice no PA00108089 | 50° 17′ 28″ nord, 2° 46′ 41″ est   |                   |
| Immeuble                                                                             | Arras                                 | Pas-de-Calais           | Hauts-de-France            | classé     | « PA00108110 », notice no PA00108110 | 50° 17′ 27″ nord, 2° 46′ 43″ est   |                   |
| Immeuble                                                                             | Arras                                 | Pas-de-Calais           | Hauts-de-France            | classé     | « PA00108138 », notice no PA00108138 | 50° 17′ 27″ nord, 2° 46′ 44″ est   |                   |
| Immeuble                                                                             | Arras                                 | Pas-de-Calais           | Hauts-de-France            | classé     | « PA00108141 », notice no PA00108141 | 50° 17′ 28″ nord, 2° 46′ 44″ est   |                   |
| Église Saint-Martin de Beuvry                                                        | Beuvry                                | Pas-de-Calais           | Hauts-de-France            | classé     | « PA00108207 », notice no PA00108207 | 50° 31′ 21″ nord, 2° 40′ 49″ est   |                   |
| Église Saint-Martin de Pommier                                                       | Pommier                               | Pas-de-Calais           | Hauts-de-France            | classé     | « PA00108378 », notice no PA00108378 | 50° 11′ 04″ nord, 2° 35′ 54″ est   |                   |
| Église Saint-Dizaint d'Ardes                                                         | Ardes                                 | Puy-de-Dôme             | Auvergne-Rhône-Alpes       | classé     | « PA00091865 », notice no PA00091865 | 45° 24′ 19″ nord, 3° 07′ 28″ est   |                   |
| Borne de justice de Clermont-Ferrand                                                 | Clermont-Ferrand                      | Puy-de-Dôme             | Auvergne-Rhône-Alpes       | classé     | « PA00092040 », notice no PA00092040 | 45° 47′ 36″ nord, 3° 06′ 44″ est   |                   |
| Hôtel de Fontfreyde                                                                  | Clermont-Ferrand                      | Puy-de-Dôme             | Auvergne-Rhône-Alpes       | classé     | « PA00092061 », notice no PA00092061 | 45° 47′ 32″ nord, 3° 06′ 48″ est   |                   |
| Château de Pionsat                                                                   | Pionsat                               | Puy-de-Dôme             | Auvergne-Rhône-Alpes       | classé     | « PA00092240 », notice no PA00092240 | 46° 06′ 32″ nord, 2° 41′ 45″ est   |                   |
| Église de l'Assomption-de-la-Bienheureuse-Vierge-Marie de Viellenave                 | Bergouey-Viellenave                   | Pyrénées-Atlantiques    | Nouvelle-Aquitaine         | classé     | « PA00084354 », notice no PA00084354 | 43° 24′ 54″ nord, 1° 03′ 41″ ouest |                   |
| Église de l'Assomption de Montfort                                                   | Montfort                              | Pyrénées-Atlantiques    | Nouvelle-Aquitaine         | classé     | « PA00084453 », notice no PA00084453 | 43° 22′ 04″ nord, 0° 50′ 51″ ouest |                   |
| Place de l'Obélisque                                                                 | Port-Vendres                          | Pyrénées-Orientales     | Occitanie                  | classé     | « PA00104096 », notice no PA00104096 | 42° 31′ 14″ nord, 3° 06′ 25″ est   |                   |
| Remparts                                                                             | Villefranche-de-Conflent              | Pyrénées-Orientales     | Occitanie                  | classé     | « PA00104152 », notice no PA00104152 | 42° 35′ 11″ nord, 2° 21′ 58″ est   |                   |
| Hôtel de Bullioud                                                                    | 5e arrondissement                     | Rhône                   | Auvergne-Rhône-Alpes       | classé     | « PA00117911 », notice no PA00117911 | 45° 45′ 56″ nord, 4° 49′ 38″ est   |                   |
| Hôtel de Gadagne                                                                     | 5e arrondissement                     | Rhône                   | Auvergne-Rhône-Alpes       | classé     | « PA00117816 », notice no PA00117816 | 45° 45′ 51″ nord, 4° 49′ 39″ est   |                   |
| Église Saint-Symphorien de Saint-Symphorien-sur-Coise                                | Saint-Symphorien-sur-Coise            | Rhône                   | Auvergne-Rhône-Alpes       | classé     | « PA00118060 », notice no PA00118060 | 45° 37′ 57″ nord, 4° 27′ 14″ est   |                   |
| Quai de départ du port romain                                                        | Sainte-Colombe                        | Rhône                   | Auvergne-Rhône-Alpes       | classé     | « PA00118026 », notice no PA00118026 | 45° 31′ 35″ nord, 4° 52′ 15″ est   |                   |
| Maison de bois                                                                       | Mâcon                                 | Saône-et-Loire          | Bourgogne-Franche-Comté    | classé     | « PA00113328 », notice no PA00113328 | 46° 18′ 18″ nord, 4° 50′ 03″ est   |                   |
| Église Saint-Hubert des Marêts                                                       | Les Marêts                            | Seine-et-Marne          | Île-de-France              | classé     | « PA00087079 », notice no PA00087079 | 48° 40′ 15″ nord, 3° 18′ 50″ est   |                   |
| Église Saint-Pierre de Beuvreuil                                                     | Dampierre-en-Bray                     | Seine-Maritime          | Normandie                  | classé     | « PA00100617 », notice no PA00100617 | 49° 31′ 55″ nord, 1° 41′ 08″ est   |                   |
| Maison de Henri IV                                                                   | Saint-Valery-en-Caux                  | Seine-Maritime          | Normandie                  | classé     | « PA00101052 », notice no PA00101052 | 49° 52′ 08″ nord, 0° 42′ 39″ est   |                   |
| Église de la Trinité d'Allery                                                        | Allery                                | Somme                   | Hauts-de-France            | classé     | « PA00116041 », notice no PA00116041 | 49° 57′ 43″ nord, 1° 53′ 48″ est   |                   |
| Église Saint-Martin de Davenescourt                                                  | Davenescourt                          | Somme                   | Hauts-de-France            | classé     | « PA00116130 », notice no PA00116130 | 49° 42′ 32″ nord, 2° 35′ 45″ est   |                   |
| Église de la Nativité-de-la-Vierge de Forest-l'Abbaye                                | Forest-l'Abbaye                       | Somme                   | Hauts-de-France            | classé     | « PA00116159 », notice no PA00116159 | 50° 12′ 26″ nord, 1° 49′ 26″ est   |                   |
| Église Saint-Pierre de Montdidier                                                    | Montdidier                            | Somme                   | Hauts-de-France            | classé     | « PA00116203 », notice no PA00116203 | 49° 38′ 46″ nord, 2° 34′ 06″ est   |                   |
| Église Saint-Sépulcre de Montdidier                                                  | Montdidier                            | Somme                   | Hauts-de-France            | classé     | « PA00116204 », notice no PA00116204 | 49° 38′ 46″ nord, 2° 34′ 05″ est   |                   |
| Église Saint-Samson de Moyenneville                                                  | Moyenneville                          | Somme                   | Hauts-de-France            | classé     | « PA00116206 », notice no PA00116206 | 50° 04′ 16″ nord, 1° 44′ 59″ est   |                   |
| Église de la Nativité-de-la-Sainte-Vierge de Vismes-au-Val                           | Vismes                                | Somme                   | Hauts-de-France            | classé     | « PA00116267 », notice no PA00116267 | 50° 00′ 42″ nord, 1° 40′ 24″ est   |                   |
| Immeuble                                                                             | Montauban                             | Tarn-et-Garonne         | Occitanie                  | classé     | « PA00095811 », notice no PA00095811 | 44° 01′ 04″ nord, 1° 21′ 14″ est   |                   |
| Immeuble                                                                             | Montauban                             | Tarn-et-Garonne         | Occitanie                  | classé     | « PA00095808 », notice no PA00095808 | 44° 01′ 04″ nord, 1° 21′ 13″ est   |                   |
| Église Saint-Denis de Berville                                                       | Berville                              | Val-d'Oise              | Île-de-France              | classé     | « PA00080004 », notice no PA00080004 | 49° 11′ 29″ nord, 2° 04′ 13″ est   |                   |
| Église Saint-Martin de Gadancourt                                                    | Gadancourt                            | Val-d'Oise              | Île-de-France              | classé     | « PA00080064 », notice no PA00080064 | 49° 05′ 48″ nord, 1° 51′ 28″ est   |                   |
| Église Saint-Pierre de Genainville                                                   | Genainville                           | Val-d'Oise              | Île-de-France              | classé     | « PA00080067 », notice no PA00080067 | 49° 07′ 30″ nord, 1° 45′ 10″ est   |                   |
| Église Saint-Pierre                                                                  | Chennevières-sur-Marne                | Val-de-Marne            | Île-de-France              | classé     | « PA00079863 », notice no PA00079863 | 48° 47′ 42″ nord, 2° 31′ 49″ est   |                   |
| Château de Forbin                                                                    | Solliès-Ville                         | Var                     | Provence-Alpes-Côte d'Azur | classé     | « PA00081744 », notice no PA00081744 | 43° 11′ 01″ nord, 6° 02′ 17″ est   |                   |
| Château du Barroux                                                                   | Le Barroux                            | Vaucluse                | Provence-Alpes-Côte d'Azur | classé     | « PA00081957 », notice no PA00081957 | 44° 08′ 13″ nord, 5° 05′ 58″ est   |                   |
| Fontaine publique d'Orange                                                           | Orange                                | Vaucluse                | Provence-Alpes-Côte d'Azur | classé     | « PA00082101 », notice no PA00082101 | 44° 08′ 11″ nord, 4° 48′ 34″ est   |                   |
| Gymnase romain d'Orange                                                              | Orange                                | Vaucluse                | Provence-Alpes-Côte d'Azur | classé     | « PA00082102 », notice no PA00082102 | 44° 08′ 08″ nord, 4° 48′ 28″ est   |                   |
| Château de Vaison-la-Romaine                                                         | Vaison-la-Romaine                     | Vaucluse                | Provence-Alpes-Côte d'Azur | classé     | « PA00082182 », notice no PA00082182 | 44° 14′ 13″ nord, 5° 04′ 21″ est   |                   |
| Château de la Vervollière                                                            | Coussay-les-Bois                      | Vienne                  | Nouvelle-Aquitaine         | classé     | « PA00105440 », notice no PA00105440 | 46° 48′ 05″ nord, 0° 45′ 08″ est   |                   |
| Église Notre-Dame de Plaisance                                                       | Plaisance                             | Vienne                  | Nouvelle-Aquitaine         | classé     | « PA00105582 », notice no PA00105582 | 46° 19′ 59″ nord, 0° 52′ 23″ est   |                   |
| Église Saint-Pierre d'Escolives-Sainte-Camille                                       | Escolives-Sainte-Camille              | Yonne                   | Bourgogne-Franche-Comté    | classé     | « PA00113683 », notice no PA00113683 | 47° 43′ 14″ nord, 3° 36′ 19″ est   |                   |
| Fosse Dionne                                                                         | Tonnerre                              | Yonne                   | Bourgogne-Franche-Comté    | classé     | « PA00113906 », notice no PA00113906 | 47° 51′ 24″ nord, 3° 58′ 14″ est   |                   |
| Église Saint-Pierre de Tonnerre                                                      | Tonnerre                              | Yonne                   | Bourgogne-Franche-Comté    | classé     | « PA00113904 », notice no PA00113904 | 47° 51′ 21″ nord, 3° 58′ 17″ est   |                   |
| Abbaye de Reigny                                                                     | Vermenton                             | Yonne                   | Bourgogne-Franche-Comté    | classé     | « PA00113927 », notice no PA00113927 | 47° 38′ 45″ nord, 3° 43′ 38″ est   |                   |
| Église Notre-Dame de Vermenton                                                       | Vermenton                             | Yonne                   | Bourgogne-Franche-Comté    | classé     | « PA00113928 », notice no PA00113928 | 47° 39′ 53″ nord, 3° 44′ 03″ est   |                   |